# ساندرو لوپوپولو
ساندرو لوپوپولو (انگلیسی: Sandro Lopopolo؛ ۱۸ دسامبر ۱۹۳۹ – ۲۶ آوریل ۲۰۱۴ (aged 74)) ورزشکار بوکس اهل ایتالیا بود.
وی در مسابقات کشوری و بین‌المللی در مجموع برندهٔ ۱ مدال نقره شده‌است.